# Churandy Martina
Churandy Thomas Martina (* 3. července 1984 Willemstad, Curaçao) je nizozemský atlet, sprinter, mistr Evropy v běhu na 100 metrů i 200 metrů a ve štafetě na 4 × 100 metrů.
V roce 2007 vybojoval na Panamerických hrách v brazilském Riu zlatou medaili v běhu na 100 metrů. Až do roku 2010 reprezentoval Nizozemské Antily, které v témže roce zanikly. Od té doby je reprezentantem Nizozemska.
Na evropském šampionátu v Amsterdamu v roce 2016 zvítězil v běhu na 100 metrů. Na dvojnásobné trati sice doběhl do cíle první, byl však následně diskvalifikován. Při mistrovství Evropy v Berlíně v roce 2018 byl členem bronzové nizozemské štafety na 4 × 100 metrů.
Třikrát startoval na olympiádě. V Pekingu v roce 2008 doběhl v finále běhu na 100 metrů čtvrtý. V Londýně o čtyři roky později skončil v obou sprinterských finálových bězích i štafetě na 4 × 100 metrů pátý. V Rio de Janeiro v roce 2016 doběhl pátý ve finále běhu na 200 metrů.

## Osobní rekordy
- 100 m – 9,91 s – 5. srpna 2012, Londýn
- 200 m – 19,81 s – 25. srpna 2016, Lausanne